# ボクシング・ビート
『ボクシング・ビート』(BOXING BEAT) は、株式会社MACC出版が制作し、株式会社フィットネススポーツが発行する月刊のボクシング専門誌である。毎月15日発売。

## 歴史

### 『ワールド・ボクシング』時代
この雑誌の源流は日本スポーツ出版社（NSP）から発売されていた1968年1月創刊のボクシング・プロレス専門誌『ゴング』である。1982年4月に『ゴング』からボクシング部門が独立し、前田衷により『ワールド・ボクシング』として創刊された。初代編集長は『週刊ゴング』『ゴング格闘技』の初代編集長でもあり、後に日本スポーツ出版社専務取締役も務めた舟木昭太郎。『ワールド・ボクシング』は『ボクシング・マガジン』と並ぶメジャーな専門誌として長く支持された。
2004年4月発売の5月号まではNSPが制作・発売の両方を行っていたが、2004年5月発売の6月号からは制作をMACC出版へ移行し、NSPは発売のみとなる。そしてNSP事業停止半年前の2006年9月発売の10月号を最後に休刊となった。

### 『ボクシング・ワールド』時代
『ワールド・ボクシング』休刊後、前田が権利を買い取るかたちで2006年10月発売の11月号より、MACC出版の編集部はそのままに発売元をKKベストセラーズに移し、『競馬最強の法則』増刊扱いで『ボクシング・ワールド』としてリニューアルされた。記事に写真をふんだんに使用し、プロのみならずアマチュアも多く取り上げた。また、元世界王者飯田覚士と現役ボクサーの対談や、浜田剛史（元ベストセラーズ社員）、ジョー小泉、リック吉村らの連載もあった。しかし、これも2009年5月発売の6月号を最後に休刊となり、MACC出版は編集部を維持してオフィシャルサイトから情報発信を続けた。

### 『ボクシング・ビート』時代
2009年7月発売の8月号からは発売元をフィットネススポーツに移し、『アイアンマン』増刊扱いで新たな専門誌 『ボクシング・ビート』として刊行されている。舟木が「日本のナット・フライシャー（『リング』誌創刊者）」とも呼ぶ前田衷は、過去には『ボクシング・マガジン』の初代編集長を務め、『ボクシング・ワールド』『ボクシング・ビート』の編集長を歴任した。舟木によれば豊かな知識と情熱をもって質を高め、販売部数を大幅に伸ばし、また佐瀬稔に最も信頼されたボクシング編集者であったといい、2010年には編集長を島篤史に交代したが、現在も『ボクシング・ビート』の編集に携わっている。『ボクシング・ビート』は2011年3月号からデジタル版をスタートさせ、バックナンバーから最新号までオンライン購入できるようになっている。